# Hasan Abdulkareem
Hasan Abdulkareem (en arabe : حسن عبد الكريم), né le 1er janvier 1999 à Bagdad, est un footballeur international irakien. Il joue au poste de ailier droit à Al-Zawra'a SC.

## Biographie

### En club
Il intègre la première équipe d'Al-Shorta lors de l'été 2018. Lors de la saison 2018-2019, il est titularisé une seule fois et il entre en cours du jeu à six reprises. 
Lors de l'automne 2019, il est prêté à Al-Karkh SC, où il joue deux saisons avant de s'engager en 2021 d'une manière définitive avec le club.

### En sélection
Avec les moins de 19 ans, il participe au championnat d'Asie des moins de 19 ans en 2018. Lors de cette compétition organisée en Indonésie, il joue trois matchs. Avec un bilan d'un nul et deux défaites, l'Irak est éliminée dès le premier tour. 
Il fait ses débuts avec l'Irak le 30 novembre 2021, lors de la Coupe arabe de la FIFA, contre Oman, en entrant en jeu en seconde période. Il y inscrit un penalty dans le temps additionnel, permettant aux Irakiens d'obtenir le nul (1-1).

## Palmarès

### En club
| Al-Shorta SC - Championnat d'Irak - Champion en 2019 |  | Al-Karkh SC - Coupe d'Irak - Vainqueur en 2022 (en) |

### En sélection
| Irak - Coupe du Golfe des nations - Vainqueur en 2023 |